# Лерхе, Паулиина
Паулиина Лерхе (фин. Pauliina Lerche, в девичестве Лууканен (фин. Luukanen; род. 19 марта 1974, Ряаккюля, Северная Карелия) — финская певица и музыкант-мультиинструменталист.

## Биография
Родилась 19 марта 1974 года в Ряаккюле. С 4 лет увлекалась игрой на скрипке, в возрасте 9 лет вошла в состав финской группы Värttinä. Училась в академии имени Яна Сибелиуса (сначала в Куопио, а потом в Хельсинки) на отделении народной музыки, окончила её в 2002 году. С 2000 года в браке с джазовым музыкантом Петером Лерхе. Помимо своей сольной карьеры, выступала в следующих коллективах:
- Värttinä (1983—1989)
- Sivuluisu (1990—1993; выступала во время учёбы в Куопио)
- Mimmit (1993—2001 и с 2008; выступает со своей сестрой Ханна-Мари Лууканен)
- Burlakat (с 1994, фолк-рок-группа, поющая на карельском языке)
- Vesa-Matti Loiri Band (с 2002, группа Веса-Матти Лойри, заменила Марию Каланиеми)
- Kriya (с 2003, финско-индийская группа)
- Hector Acoustic Quartet (с 2004)

## Дискография

### Сольная
- Katrilli (2002)
- Malanja (2006)

### Mimmit
- Hats Hats Harakkainen (2008)
- Maailman ympäri (2011)
- Vuodenajat (2013)
- Muskari (2015)
- Musapatti (2019)

### Kriya
- Kriya (2006)

### Burlakat
- Tsastuska (1999)
- Magie (2003)
- Oma (2009)

### Värttinä
- Värttinä (1987)
- Musta Lindu (1989), позже переиздана под именем Black Bird